# Foz do Jordão
Foz do Jordão is een gemeente in de Braziliaanse deelstaat Paraná. De gemeente telt 5.881 inwoners (schatting 2009).